# Веллеццо-Белліні
Веллеццо-Белліні (італ. Vellezzo Bellini) — муніципалітет в Італії, у регіоні Ломбардія,  провінція Павія.
Веллеццо-Белліні розташоване на відстані близько 470 км на північний захід від Рима, 24 км на південь від Мілана, 11 км на північний захід від Павії.
Населення — 3213 осіб (2014).
Щорічний фестиваль відбувається 24 серпня. Покровитель — святий Варфоломій.

## Демографія
Населення за роками:

Станом на 1 січня 2023 року в муніципалітеті офіційно проживали 252 іноземці з 39 країн, серед них 56 громадян країн Євросоюзу та 22 громадяни України.

## Сусідні муніципалітети
- Баттуда
- Чертоза-ді-Павія
- Джуссаго
- Марчиньяго
- Роньяно